# 梅格茲香腸
梅格茲香腸（阿拉伯语：مركس，/mɛərˈɡɛz/）是一种源自北非的传统香肠，主要使用羊肉或牛肉制作，并以孜然、辣椒、香菜、茴香等香料调味，通常带有浓郁的辛辣风味。这种香肠的历史可以追溯到12世纪，起源于阿拉伯统治时期的伊比利亚半岛。随着阿拉伯文化的扩展，梅格兹香肠逐渐在摩洛哥、阿尔及利亚、突尼斯等地的北非美食中占据重要地位，并成为了当地人日常饮食中的一道经典菜肴。
在汤姆·斯托巴特和米莉·欧文所著的《厨师百科全书：配料和加工》一书中，梅格兹香肠的原产国是阿尔及利亚。20世纪中叶，随着阿尔及利亚独立运动的发展，从阿尔及利亚返回法国本土的“黑脚”（指法国统治时期居住在阿尔及利亚且拥有欧洲血统的人）将这款美食带到法国的各个角落，街头巷尾的阿尔及利亚特色餐厅的菜单上基本都有这款经典食品。
2024年6月，法国多家超市销售的梅格兹香肠因沙门氏菌污染风险被紧急召回。此次召回涉及品牌包括Affrais和Despi le charcutier，消费者被建议检查产品批次，并在有疑似症状时尽快就医。这起召回事件提醒了消费者在食品安全方面的重视。